# Партесний спів
Парте́сний спів (з лат. partes — «частини», «партії», «голоси») — вид церковного багатоголосного хорового співу, який на початку XVII століття замінив одноголосний знаменний спів.
Кількість голосів (партій) коливалась від 3 до 12, в окремих випадках досягала 48. Кожна партія виконувалась невеликою кількістю співаків, здебільшого по 1-2 на партію. Тому партесний спів слід віднести скоріше до ансамблевого, ніж до хорового. Виконавцями партесної музики були хлопчики, яких спеціально навчали, та дорослі професійні співці. Залучення жіночих голосів до виконання не практикувалось.
Найхарактерніший жанр партесної музики — партесний концерт. На основі партесного концерту в другій половині XVIII століття сформувався жанр хорового духовного концерту, який і витіснив партесний спів із вжитку.

## Рукописні джерела
Партесні рукописи зберігаються в рукописних відділах бібліотек України та Російської Федерації (Національна бібліотека України ім. В. І. Вернадського, Державний історичний музей РФ та ін.) у вигляді комплектів книг-поголосників. Партія кожного голосу записана в окремій книжечці-партії (звідси назва «партесний»).
Партитурна форма запису не характерна для партесних рукописів. З цим пов'язана проблема втрати окремих голосів і необхідність реконструкції втрачених голосів для виконання або видання партесних творів.
Переважна більшість наявних у рукописах партесних творів досі не розшифрована і не опублікована, тому партесна музика ще недостатньо вивчена.

## Історія
Партесний спів виник у контексті полеміки між православною та католицькою церквами в Україні на межі XVI-XVII століть. У боротьбі за прихильність прихожан православне богослужіння з його аскетичною монодією знаменного розспіву починало програвати порівняно з пишним католицьким богослужінням, де використовувався багатоголосний хор та орган. У православних церквах України почали використовувати багатоголосний спів, по-своєму переосмисливши здобутки західноєвропейської хорової та інструментальної музики.
Партесний спів прийшов на зміну одноголосного знаменного розспіву. Приблизно за півстоліття до появи партесного співу стара крюкова нотація почала замінюватися на нотолінійну, близьку сучасній. Таким чином почали записувати знаменний розспів і саме ця форма запису дозволила його розшифрувати в XX столітті. Коли з'явився партесний спів, цю ж нотацію («київське знам'я») почали використовувати для запису партесної музики. Новітні дослідження авторитетних у цій галузі вчених показують, що на початковому етапі відбулося сплавлення поспівок знаменного одноголосний і нового для православної музики типу організації музичного простору, тобто багатоголосної музичної фактури. Партесний спів став першим видом благозвучного багатоголосся в богослужбової музиці православної церкви.

### Поширення
Ініціаторами введення партесного співу стали православні братства. Відкриваючи школи при монастирях, вони запроваджували вивчення партесного співу в братських та церковних хорах. Перша згадка про таке вивчення пов'язана зі Львівським ставропігійним братством і датується 1590-ми роками.
У Київській митрополії партесний спів дозволений до використання з благословення Олександрійського патріарха Мелетія Пігаса. Приблизно через півстоліття, внаслідок захоплення українських земель Московією у 1654 році партесний спів поширився і на Московське царство. Поширювалося відбувалося шляхом копіювання українських рукописів і вивезення співаків до Росії на тлі загальної європеїзації російського суспільства. Офіційно до богослужбового вжитку в Росії партесний спів запроваджено патріархом Ніконом, коли він був ще митрополитом в Великому Новгороді. У Москві нововведення дуже сподобалося царю Олексію Михайловичу, який сприяв введенню партесного співу в московських храмах. Великим любителем партесного співу був і син царя Олексія — цар Петро I. Поступово в Росії сформувалася самостійна школа партесного співу, хоча українські рукописи продовжували копіюватися для виконання українських партесів у Росії.
Склався ще один погляд на походження партесного співу, який нині пропагується Російською православною церквою, хоча в науковій літературі вважається застарілим і таким, що суперечить істині. Підкреслюючи факт винаходу партесного співу «за зразком», батьківщиною партесного співу називають Італію. При цьому, однак, не враховується, що жоден з партесних творів не міг бути виконаний в Італії, оскільки сама структура музичної тканини партесних творів була зовсім іншою, ніж у західній музиці, і для західного слухача така музика була б абсолютно неприйнятна (так само й неприйнятні були би православні богослужбові тексти, на яких ґрунтувався партесний спів). Однією з відмінностей партесної музики від західної, що також є свідченням наступності традиції партесного співу від традиції знаменного розспіву, є принцип «мігруючих дублювань», який пояснює будову партесного надбагатоголосся. Цей принцип, що складається в паралельному веденні кількох голосів, є принципово неприйнятним для всієї західної музики того часу.
Теоретичні основи партесного співу були викладені в ряді трактатів. Найвідоміший з них і єдиний збережений (у кількох редакціях) — «Грамматика мусікійська» Миколи Дилецького. З 1970-х почалось відродження партесної музики. Особливу роль у цьому відродженні відіграла наукова і популяризаторська діяльність Н. О. Герасимової-Персидської, автора двох монографій, присвячених партесній музиці, великої кількості публікацій на цю тему. Н. О. Герасимовою-Персидською підготовлено всі дотепер здійснені видання української партесної музики.

## Типологія
У партесному співі розрізняють виконання творів з постійним і перемінним багатоголоссям. Перемінне багатоголосся передбачає чергування хорового tutti та окремих груп голосів. Імовірно, воно було первинним і бере початок від принципу «концертування» (тобто, «змагання»), поширеного у західноєвропейській музиці пізнього Ренесансу (венеціанська школа — творчість Андреа та Джованні Ґабріелі) та доби Бароко (зокрема, інструментальний жанр concerto grosso). Постійне багатоголосся, поширене на території Росії, зазвичай є гармонізаціями мелодій знаменного та інших розспівів.
Загалом, за кількістю голосів і характером багатоголосся партесні твори поділяються на три групи: партесні концерти, партесні мотети і партесні твори з постійним багатоголоссям. До партесних концертів відносять всі твори на 8 і більше голосів, до мотетів — партесні твори змінного багатоголосся на 6 і менше голосів. Семиголосі твори поки не знайдені, тому в цю класифікацію вони не включені, але, скоріш за все, вони також мусять бути віднесені до концертів.
За тематикою текстів і переважаючими музичними засобами партесні твори поділяються на дві великі групи: віватно-панегіричні (прославні) та лірико-драматичні (покаянні).

## Композитори партесної музики
На території України працювали: Микола Дилецький (Київ, Львів), Іван Домарацький (Київ), Герман Левицький (Київ), Симеон Пекалицький (імовірно, Львів), Грицько (Київ) та ін. Збереглися прізвища багатьох авторів партесних творів із нині втраченого львівського зібрання. Серед них Шаваровський, Завадовський, Бешевський, Челушин, Гавалевич та ін.
На території Росії: В. Титов, С. Бєляєв, М. Бавикін, Ф. Редриков, І. Коренєв, а також М. Дилецький, С. Пекалицький (імовірно) та ін.
Більшість партесних творів збереглись як анонімні і точно не датовані.

## Нотні видання
- Партесний концерт/ [упоряд., авт. вступн. ст. Н. О. Герасимова-Персидська]. — К. : Муз. Україна, 1976. — 232 с. — (Матеріали з історії української музики);
- Герасимова-Персидська Н. О. Хоровий концерт на Україні в XVII—XVIII ст. / Н. О. Герасимова-Персидська. — К. : Муз. Україна, 1978. — 182 с.
- Микола Дилецький. Хорові твори/ [упоряд., ред., авт. вступн. ст. та комент. Н. О. Герасимова-Персидська]. — К. : Муз. Україна, 1981. — 253 с.
- Українські партесні мотети початку XVIII століття з Югославських зібрань. — Київ, 1991.
- «Партесні концерти XVII—XVIII ст. з Київської колекції» (Українською та англійською мовами) / Упорядкування, розшифровка, зведення в партитуру, наукова редакція, вступна стаття та коментарі Н. О. Герасимової-Персидської, спецредакція та підготовка до друку Є. В. Ігнатенко. — К.: Музична Україна, 2006. — 340 с.